# Flight West Airlines
Flight West Airlines war eine australische Regionalfluggesellschaft mit Sitz in Brisbane in Queensland.
Sie war überwiegend in Queensland tätig. Die Fluggesellschaft hatte den IATA-Code YC und wurde am 19. Juni 2001 freiwillig liquidiert, bevor sie im April 2002 an die Queensland Aviation Holdings, die Muttergesellschaft von Alliance Airlines, verkauft wurde.

## Geschichte

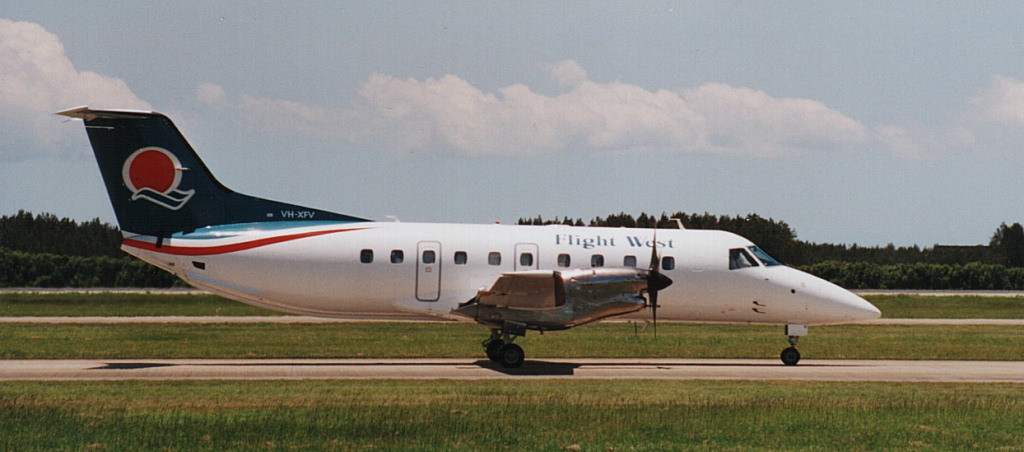
Eine Maschine der Flight West Airlines auf dem Flughafen Brisbane (1999)

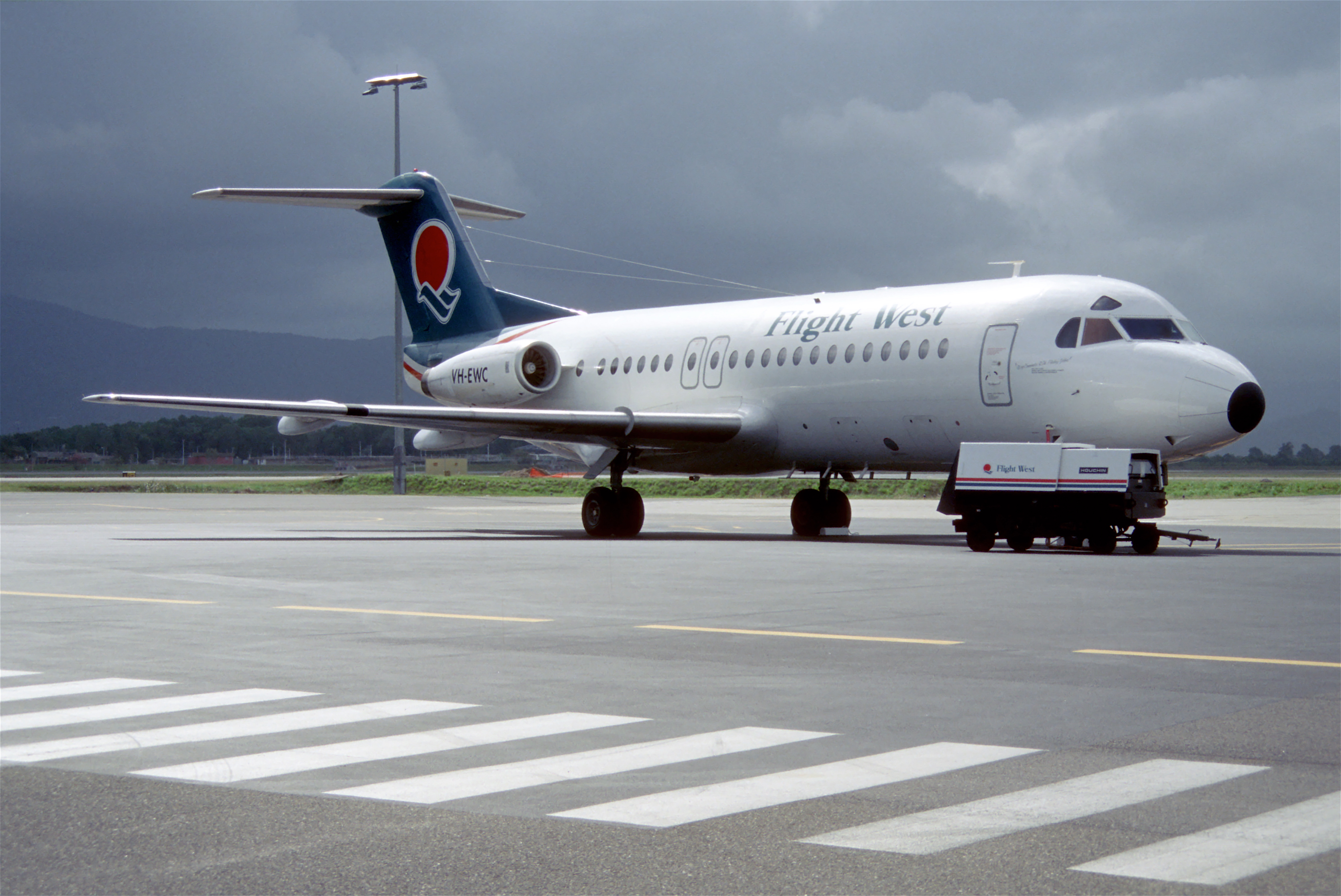
Flight West Fokker F28-4000 im Oktober 1999, erworben von Ansett Australia

Flight West Airlines wurde im Mai 1987 von Sir Dennis Buchanan gegründet, um subventionierte Passagierdienste für entlegene Gemeinden im Auftrag der Regierung von Queensland zu betreiben.
Zunächst setzte die Fluggesellschaft Beechcraft Super King Air-Flugzeuge für diese Dienste von einem Standort in Brisbane aus ein und expandierte dann schnell, indem sie die Flotte um de Havilland Canada DHC-6 und eine Embraer EMB 110 erweiterte. Eine zweite Basis wurde in Cairns eingerichtet. Bald betrieb sie das umfangreichste Streckennetz in ganz Queensland.
Von den Stützpunkten in Brisbane, Townsville und Cairns aus bediente sie Großstädte und kleine regionale Gemeinschaften im gesamten Bundesstaat, einschließlich Gemeinden auf der Cape York-Halbinsel und in der Torres-Straße, große Küstenstädte und -inseln sowie Städte im westlichen Queensland.
Die Fluggesellschaft war mit Ansett Australia Airlines (aber unabhängig von dieser) verbunden, die ihren Betrieb am 14. September 2001 eingestellt hat. Bevor die Fluggesellschaft im Juni 2001 in Liquidation ging, bediente Flight West 34 Ziele und beschäftigte über 420 Mitarbeiter.